# Youmna Khoury
Youmna Khoury é empreendedora e especialista em beleza. Ela é a fundadora da Youmi Beauty, empresa de cosméticos, é uma das influenciadoras e foi classificada entre os 30 maiores empreendedores do Oriente Médio com menos de quarenta anos

## Vida pessoal
Ela foi criada no Líbano, estudou na Universidade Libanesa, especializou-se em administração de empresas e obteve o diploma de bacharel. Ela então abriu seu próprio salão em Beirute, chamado The Onyx, e posteriormente se tornou um ponto de contato instantâneo 